# Вов
Вов (на френски: Voves) е малък град в Централна Франция. Разположен е в департамент Йор е Лоар на регион Централен. Намира се на около 25 km на юг от департаментния център град Шартър. Вов е жп възел и селскостопански център. Население 2910 жители от преброяването през 2007.

## Личности
Родени
- Филип Алио (р. 1953), френски автомобилен пилот

## Побратимени градове
- Стронконе, Италия от 2007 г